# Qinghe (socken i Kina, Heilongjiang)
Qinghe (kinesiska: 青河, 青河乡) är en socken i Kina. Den ligger i provinsen Heilongjiang, i den nordöstra delen av landet, omkring 520 kilometer nordost om provinshuvudstaden Harbin. Antalet invånare är 7 064. Befolkningen består av 3 414 kvinnor och 3 650 män. Barn under 15 år utgör 17,0 %, vuxna 15-64 år 77 %, och äldre över 65 år 5,0 %.
Genomsnittlig årsnederbörd är 819 millimeter. Den regnigaste månaden är juli, med i genomsnitt 182 mm nederbörd, och den torraste är januari, med 6 mm nederbörd.